# Ioan-Liviu Negruț
Ioan-Liviu Negruț (n. 22 august 1937 – d. 13 iunie 2016) a fost un deputat român în legislatura 1990-1992, ales în județul Bihor pe listele partidului PDAR.